# Biserica Sfântul Anton din Baia Mare
Biserica „Sf. Anton” din Baia Mare este un monument istoric aflat pe teritoriul municipiului Baia Mare.

## Istoric
După ce au fost alungați în 1948, călugării franciscani s-au întors în această biserică în data de 14 septembrie 2009.